# Frédéric Tiberghien
 (septembre 2019).
Si vous disposez d'ouvrages ou d'articles de référence ou si vous connaissez des sites web de qualité traitant du thème abordé ici, merci de compléter l'article en donnant les références utiles à sa vérifiabilité et en les liant à la section « Notes et références ».
Pour les articles homonymes, voir Tiberghien.
Frédéric Tiberghien, né le 5 février 1950 à Tourcoing, est un haut fonctionnaire et chef d'entreprise français, conseiller d'État et membre du Conseil supérieur de la magistrature.

## Biographie
D'une famille du Nord d'industriels du textile, il suit ses études à l'Institution libre du Sacré-Cœur, aux Universités de Lille, de Paris-1 Panthéon-Sorbonne et de Paris Sorbonne-Paris IV, puis sortit diplômé de l’Institut d'études politiques de Paris et de l'École nationale d'administration. Il alterne carrière professionnelle dans le secteur public et le secteur privé : 
- Auditeur au Conseil d’État (1977-83)
- Conseiller technique auprès de plusieurs ministres, et notamment de Pierre Bérégovoy au ministère des Affaires sociales (1982-1984)
- Maître des requêtes au Conseil d'État (1983)
- Secrétaire général du directoire de Louis Vuitton (1987-1990)
- PDG de l'entreprise générale de télécommunications France Telecom EGT (1990-1994)
- PDG de Martin Dawes Télécommunications Europe (1992-1994)
- PDG de Chronopost (1994-1999)
- PDG de l'entreprise de travail temporaire VediorBis (1999-2002)
- Commissaire adjoint au Plan (2005-2006)
- Délégué interministériel à l'innovation, à l'expérimentation et à l'économie sociale (15 février 2006 au 8 février 2007)
- Rapporteur général au Conseil d'État (2007-2011)
- Membre du  Conseil supérieur de la magistrature, en tant que personnalité extérieure, élu par le Conseil d’État (2011-2015)[1].

Il est également :
- Membre du Haut Conseil de la coopération internationale (2000)
- Président (2000-2005), puis président d'honneur de l'ORSE - Observatoire de la responsabilité sociétale des entreprises (2005- )
- Membre du Conseil national du développement durable (2003-2005)
- Président de l'association Soutien, solidarité et actions en faveur des émigrants (SSAÉ)
- Administrateur de France-Terre d'asile
- Membre du conseil d'administration de l'Institut de relations internationales et stratégiques
- Membre du comité d'investissement de Find, le fonds de d'innovation pour le développement (créé par le Gret-Professionnels du développement solidaire)
- Président de l'association Finansol depuis 2013

## Publications
- La protection des réfugiés en France (1988),
- La course du temps (2000)
- Le travail, une chaîne sans fin ? (2001)
- Versailles : le chantier de Louis XIV (1662 - 1715) (Perrin, 2002),
- Au travail (Jacques-Marie Laffont Éditeur, 2003).